# Rivulus haraldsiolii
Rivulus haraldsiolii és un peix de la família dels rivúlids i de l'ordre dels ciprinodontiformes.

## Morfologia
Els mascles poden arribar als 5 cm de longitud total.

## Distribució geogràfica
Es troba als rius atlàntics de Sud-amèrica.